# Pietà per gli insonni
Pietà per gli insonni è un romanzo pubblicato nel 1994 dello scrittore statunitense Jeffery Deaver, conosciuto per essere l'ideatore della figura letteraria di Lincoln Rhyme.

## Trama
Uno stupratore schizofrenico, ossessionato dal numero sette e dalla guerra di secessione, fugge dal manicomio criminale in cui era rinchiuso, e inizia a cercare la donna che lo ha fatto internare. Intanto il marito di lei, venuto a conoscenza del pericolo per la moglie, parte a caccia dello stupratore; anche un addestratore canino viene assunto dalla polizia locale per catturare l'evaso attraverso l'olfatto del proprio cane da caccia.
Lo stupratore arriverà a terrorizzare, forse anche ad uccidere, per perseguire il suo obiettivo, la donna che lo ha incastrato; ma alla fine la verità non è come sembra.

## Edizioni
- Jeffery Deaver, Pietà per gli insonni, collana Romanzi e racconti, Sonzogno, 1994, ISBN 88-454-2319-0.